# Majengo (Mtwara MC)
Majengo ist ein Verwaltungsbezirk (Ward) des Distrikts Mtwara (MC) in der tansanischen Region Mtwara.

## Geografie
Majengo liegt im Südosten von Tansania, es ist ein Stadtteil im östlichen Zentrum der Regionshauptstadt Mtwara. Der Bezirk liegt 14 Meter über dem Meeresniveau. Er grenzt im Norden an Vigaeni, im Osten und im Süden an Likombe, im Südwesten an Tandika und im Westen an Chikongola. Bei der Volkszählung 2022 lebten 3776 Menschen in 1325 Haushalten auf einer Fläche von 0,4 Quadratkilometern.

## Gliederung
Der Bezirk besteht aus vier Stadtteilen (Mtaa):
- Biafra
- Gezaulole
- Guinea
- Msikitini

## Infrastruktur
- Bildung: Die Umoja Secondary School ist eine staatliche weiterführende Schule. Sie bildet Tages- und Internatsschüler bis zur 6. Stufe aus.[9]
- Gesundheit: Im Bezirk befindet sich eine von einer kirchlichen Organisation geleitete Apotheke.[10]